# ديفيد برودكشن
ديفيد برودكشن (بالإنجليزية: David Production)‏ هو ستوديو أنمي ياباني. تأسس في 2007. يقع مقرها في طوكيو. هو تابع لتلفزيون فوجي حيث تم الاستحواذ في 2014. أسسه المنتج والرئيس السابق لإستديو جونزو «كوجي كاجيتا».

## أعمال

### مسلسلات أنمي تلفزيونية
- ريستورانتي باراديسو
- بن تو
- إينو x بوكو SS
- مغامرات جوجو العجيبة
- مغامرات جوجو العجيبة: ستاردست كرسيدس
- مغامرة جوجو الغريبة: الماس غير قابل للكسر
- هايبرديمنشن نيبتونيا ذي أنيميشن
- مونستر هنتر ستوريز: رايد أون
- كابتن ماجد (2018)
- مغامرات جوجو العجيبة: الرياح الذهبية
- الخلايا العاملة
- فريق الإطفاء الناري

### أوفا أنمي
- دوغز/بوليتس آند كارنيج

## وصلات خارجية
- ديفيد برودكشن على موقع ANN company (الإنجليزية)

- الموقع الإلكتروني